# Ornithocheirus
Ornithocheirus (del griego ορνις (ornis), "ave" y χειρ (cheir), "mano") es un género de pterosaurios pterodactiloideos de la familia Ornithocheiridae. Fue un pterosaurio de grandes dimensiones que habitó Europa en el Cretácico Inferior. Basado en restos fósiles escasos, el género ha causado problemas duraderos de nomenclatura zoológica. 
Los restos fósiles actualmente clasificados como Ornithocheirus han sido recuperados mayormente de Cambridge Greensand en Inglaterra, datando de principios del Albiense en el período Cretácico, hace unos 110 millones de años. Fósiles adicionales de la formación Santana de Brasil, datando de entre 112 a 108 millones de años, han sido clasificados ocasionalmente como una especie de Ornithocheirus, o ubicados en otros géneros, destacándose Tropeognathus.

## Descripción

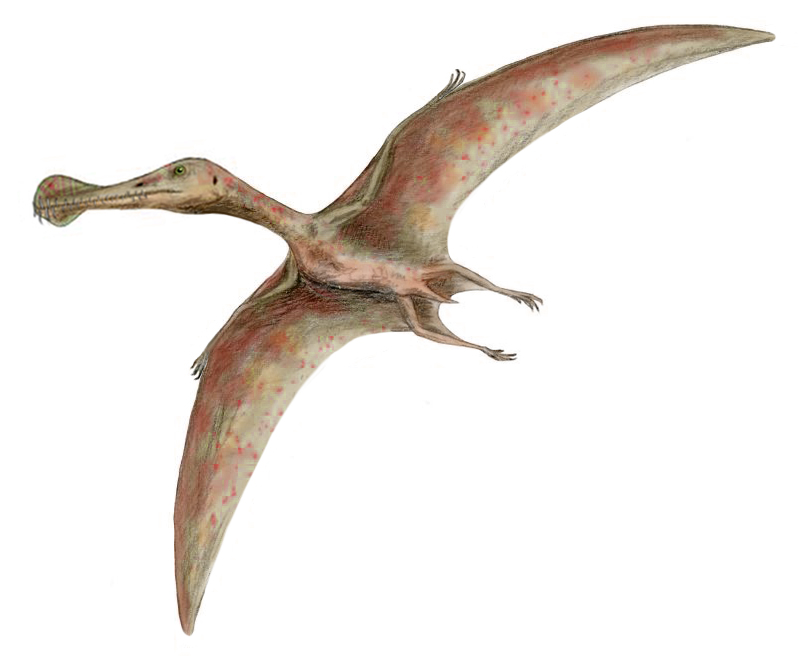
Recreación artística de O. simus

El material original de Ornithocheirus simus, recuperado de Inglaterra, indica una especie de tamaño medio con una envergadura de 2.5 metros. Especímenes referidos atribuidos a Ornithocheirus simus (alternativamente llamado Criorhynchus simus) pueden alcanzar los 5 metros. Tropeognathus mesembrinus es también usualmente considerado como parte del género Ornithocheirus como O. mesembrinus, y alcanzaba cerca de 6 metros de envergadura.
Tanto O. simus como O. mesembrinus tenían distintivas crestas convexas en forma de quilla sobre sus hocicos. Las crestas superiores parten desde la punta del hocico y se extienden hasta la fosa nasal. Una cresta menor adicional se proyectaba hacia abajo desde la mandíbula inferior en la sínfisis (el área del "mentón"). Aunque muchos ornitoqueíridos tenían una cresta ósea redondeada proyectándose en sus hocicos, esta era particularmente grande y bien desarrollada en Ornithocheirus.
A diferencia de sus parientes Anhanguera y Coloborhynchus, que tenían una roseta de dientes en la punta de sus mandíbulas, Ornithocheirus tenía mandíbulas rectas que se estrechaban hacia la punta. A diferencia de otros pterosaurios emparentados, los dientes de Ornithocheirus eran casi verticales, en vez de situarse en un ángulo abierto. También tenía menos dientes que sus demás parientes.
El espécimen tipo de Ornithocheirus simus es representado solo por una pieza rota de la punta de la mandíbula superior. Aunque ésta preserva varios rasgos característicos de Ornithocheirus, es casi idéntica a los huesos comparables en o. mesembrinus, haciendo que una distinción clara entre estas dos especies sea imposible.

## Descubrimiento y denominación

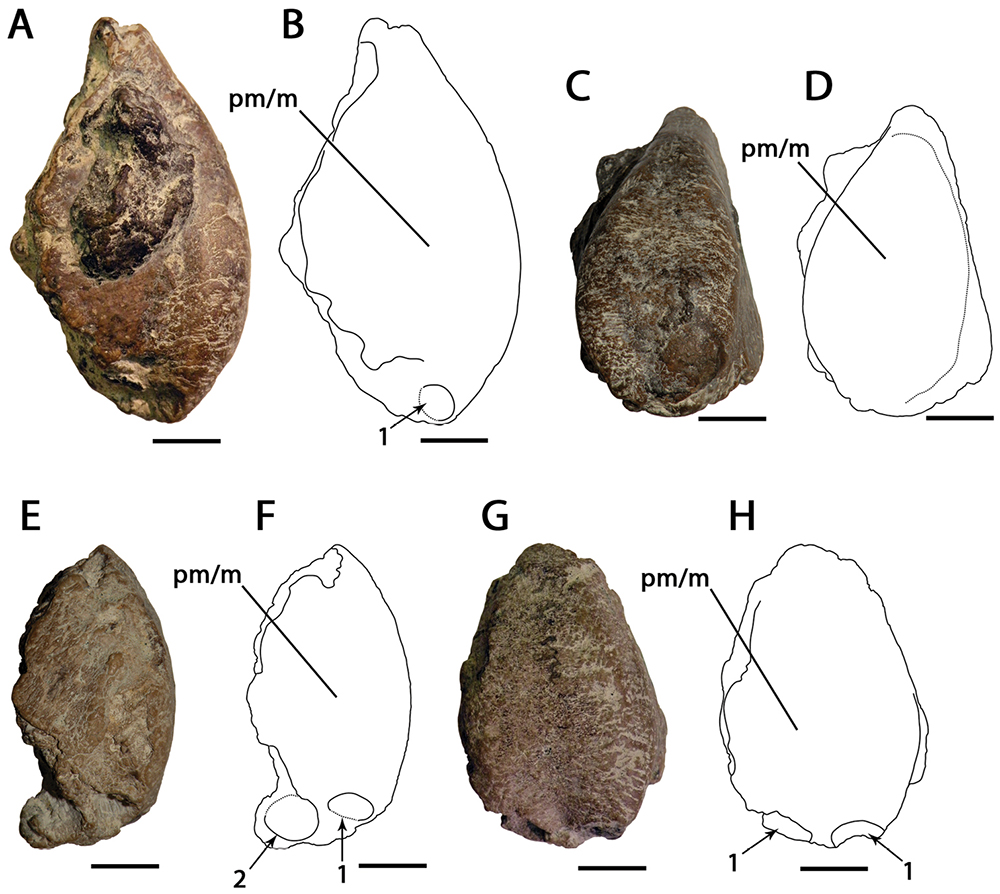
Especímenes referidos CAMSM 54429 y CAMSM 54677

Durante el siglo XIX, se hallaron en Inglaterra muchos fósiles fragmentarios de pterosaurios en Cambridge Greensand, una capa de principios del Cretácico, que se había originado como un lecho marino arenoso. Los cadáveres descompuestos de pterosaurios, flotando sobre la superficie del mar, fueron gradualmente perdiendo huesos individuales que se hundieron en el fondo del mar. Las corrientes de agua movieron los huesos, erosionándolos y puliéndolos, hasta que fueran cubiertos por más arena y se fosilizaran. Incluso los mayores de estos restos están dañados y son difíciles de interpretar. Estos fueron asignados al género Pterodactylus, como era común para cualquier especie de pterosaurio descrita a principios y mediados del siglo XIX.

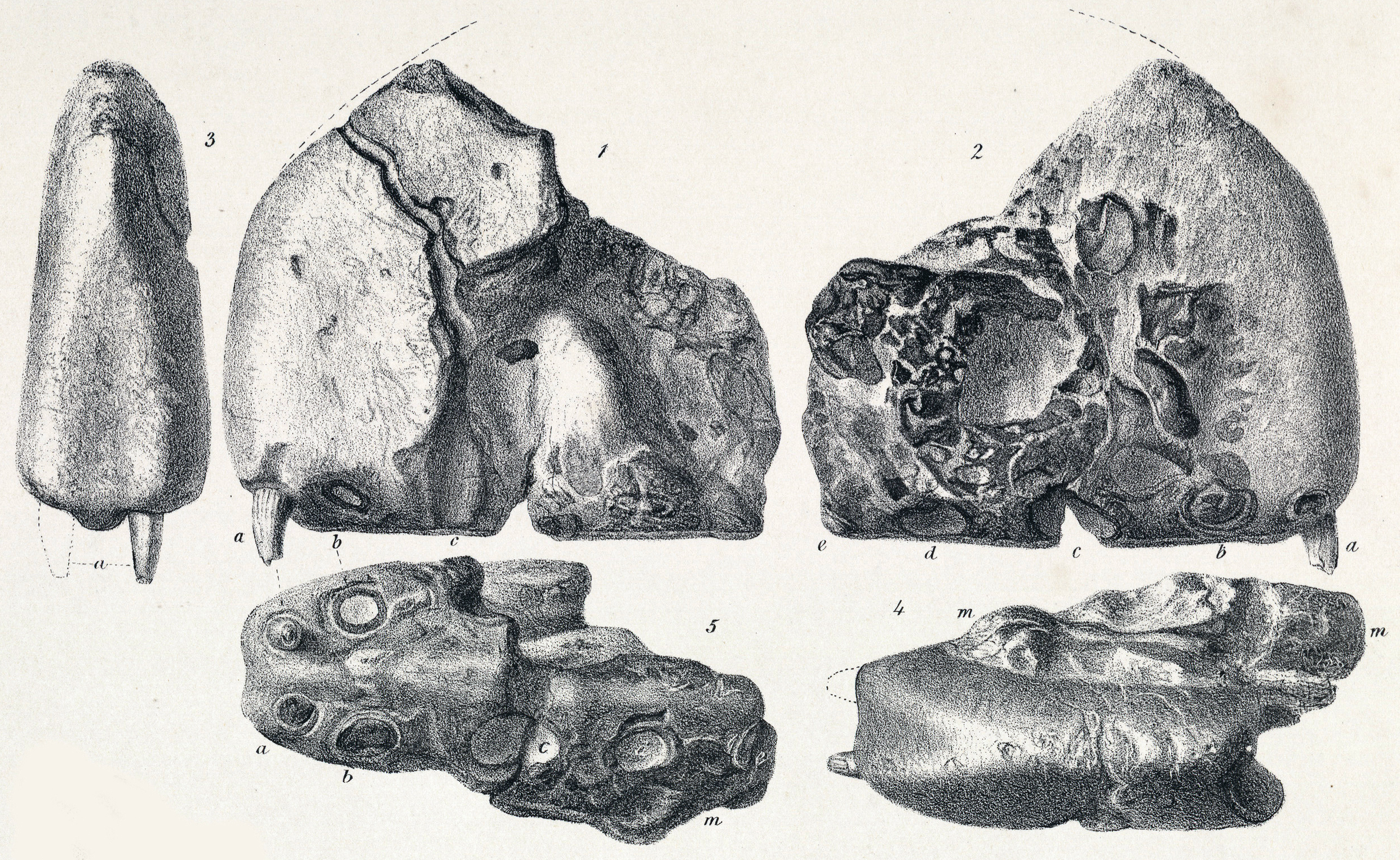
Holotipo de O. simus

El joven investigador Harry Govier Seeley fue comisionado para darle orden a la colección de pterosaurios del Museo Sedgwick en Cambridge. Él pronto concluyó que lo mejor era crear un nuevo género para el material de Cambridge Greensand material al que llamó Ornithocheirus, "mano de ave", ya que en ese tiempo él aún consideraba a los pterosaurios como ancestros directos de las aves, y asumió que la mano del género representaba una fase transicional en la evolución hacia la mano de las aves. Para distinguir las mejores piezas de la colección, y parcialmente porque éstas ya habían sido descritas como especies por otros científicos, en 1869 y 1870 le dio a cada una un nombre separado de especie: O. simus, O. woodwardi, O. oxyrhinus, O. carteri, O. platyrhinus, O. sedgwickii, O. crassidens, O. capito, O. eurygnathus, O. reedi, O. cuvieri, O. scaphorhynchus, O. brachyrhinus, O. colorhinus, O. dentatus, O. denticulatus, O. enchorhynchus, O. xyphorhynchus, O. fittoni, O. nasutus, O. polyodon, O. compressirostris, O. tenuirostris, O. machaerorhynchus, O. platystomus, O. microdon, O. oweni y O. huxleyi, hasta 28 en total. Aun así Seeley no designó una especie tipo.
Cuando Seeley publicó sus conclusiones en su libro de 1870 The Ornithosauria, provocó la reacción del principal paleontólogo británico de su tiempo, Richard Owen. Owen no era un evolucionista y por lo tanto consideró que el nombre Ornithocheirus era inapropiado; él también pensó que era posible distinguir dos tipos principales dentro del material, basándose en diferencias en la forma del hocico y la posición de los dientes (los mejores fósiles consistían de fragmentos de mandíbula). Él en 1874 creó dos nuevos géneros: Coloborhynchus y Criorhynchus. Coloborhynchus, "pico mutilado", comprendía una nueva especie, Coloborhynchus clavirostris, la especie tipo, y dos especies reasignadas de Ornithocheirus: C. sedgwickii y C. cuvieri. Criorhynchus, "pico de ariete", consistía enteramente de las antiguas especies de Ornithocheirus: la especie tipo Criorhynchus simus y las adicionales C. eurygnathus, C. capito, C. platystomus, C. crassidens y C. reedi.
Seeley no aceptó la posición de Owen. En 1881 él designó a O. simus la especie tipo de Ornithocheirus y nombró a una nueva especie, O. bunzeli. En 1888 Edward Newton renombró a varias especies existentes como Ornithocheirus clavirostris, O. daviesii, O. sagittirostris, O. validus y O. giganteus; y como nueva especie él creó a O. clifti, O. diomedeus, O. nobilis y O. curtus. Otros han nombrado un O. umbrosus, O. harpyia, O. macrorhinus y O. hilsensis podrían crear un O. hlavaci, O. wiedenrothi y O. mesembrinus.

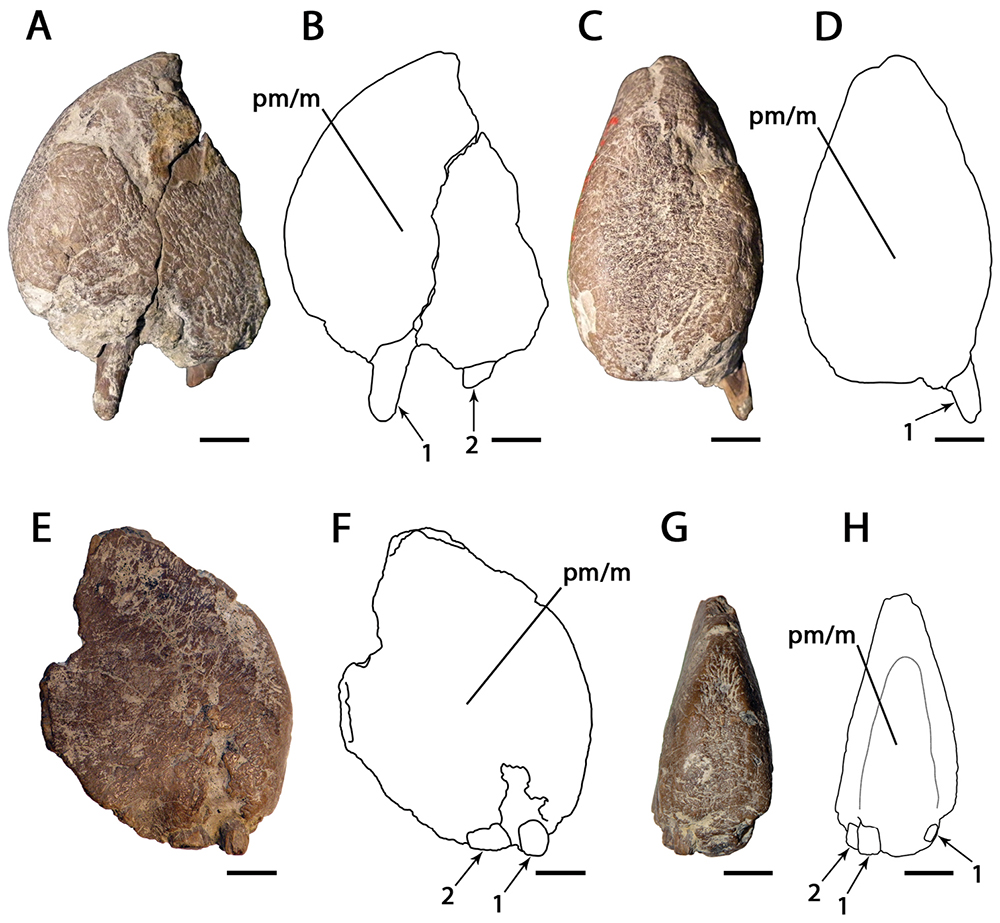
Especímenes referidos MANCH L10832 y NHMUK PV 35412.

En 1914 Reginald Walter Hooley hizo un nuevo intento para estructurar el gran número de especies. Conservando el nombre Ornithocheirus, él añadió a este el Criorhynchus de Owen, en el cual Coloborhynchus fue reclasificado, y para permitir una mayor diferenciación creó dos nuevos géneros, de nuevo basándose en la forma de la mandíbula: Lonchodectes y Amblydectes. Lonchodectes, "mordedor lanza", comprendía a L. compressirostris, L. giganteus y L. daviesii. Amblydectes, "mordedor romo", consistía de A. platystomus, A. crassidens y A. eurygnathus. Sin embargo, la clasificación de Hooley fue raramente aplicada más tarde en ese siglo, cuando se hizo común subsumir todos los materiales confusos y mal preservados bajo el nombre Ornithocheirus. En 1978 Peter Wellnhofer, asumiendo que no se había designado una especie tipo, hizo a Ornithocheirus compressirostris el tipo.
Desde la década de 1970 en adelante muchos nuevos fósiles de pterosaurios fueron hallados en Brasil, de formaciones que tienen casi la misma edad que Cambridge Greensand, de 110 millones de años de antigüedad. Contrariamente al material inglés, estos nuevos hallazgos incluyen algunos de los esqueletos de pterosaurio mejor preservados y se les dieron varios nuevos nombres de géneros, como Anhanguera. Esta situación causó un renovado interés en el material de Ornithocheirus y la validez de los varios nombres basados en este, por cuanto podría ser posible que estudios más detallados establecieran que los pterosaurios brasileños fueran realmente sinónimos más modernos de los tipos europeos. Varios investigadores europeos concluyeron que de hecho ese era el caso. Unwin revivió a Coloborhynchus y Michael Fastnacht a Criorhynchus, y ambos autores adscribieron especies brasileñas a estos géneros. Sin embargo, en 2000 Unwin estableció que Criorhynchus no podía ser válido. Refiriéndose a la designación de Seeley de 1881 él consideró a Ornithocheirus simus, ejemplar holotipo CAMSM B.54428, como la especie tipo. Esto también hacía posible revivir a Lonchodectes, usando como tipo al antiguo O. compressirostris, el cual entonces se vuelve L. compressirostris. Unwin reafirmó que muchas de las especies de Ornithocheirus son nomina dubia, nombres que son invalidados debido a que los fósiles a los que se refieren carecen de suficientes características diagnósticas, cosa que no causó controversia. 
Tropeognathus mesembrinus nombrado por Peter Wellnhofer en 1987 ha sido posteriormente considerado como Ornithocheirus mesembrinus por David Unwin en 2003 (haciendo a Tropeognathus un sinónimo más moderno) , pero también como Anhanguera mesembrinus por Alexander Kellner en 1989, Coloborhynchus mesembrinus por André Veldmeijer en 1998 y Criorhynchus mesembrinus por Michael Fastnacht en 2001. Kellner en 2000 de nuevo reconoció a Tropeognathus como un género válido.
Especies anteriormente asignadas a Ornithocheirus:
- O. cuvieri (Bowerbank 1851) = Pterodactylus cuvieri Bowerbank 1851 [reclasificado como Cimoliopterus]
- O. sedgwicki (Owen 1859) = Pterodactylus sedgwickii Owen 1859 [reclasificado como Camposipterus]
- O. nobilis (Owen 1869) = Pterodactylus nobilis Owen 1869
- O. curtus (Owen, 1870) Pterodactylus curtus Owen, 1870
- "O." bunzeli Seeley 1881 = un azdárquido
- ?"O." hilsensis Koken 1883 [posiblemente un dinosaurio terópodo]
- O. mesembrinus (Wellnhofer 1987) = Tropeognathus mesembrinus Wellnfofer 1987
- O. wiedenrothi Wild, 1990 = [reclasificado como Targaryendraco]

Cimoliornis diomedeus, Cretornis hlavatschi y Palaeornis clifti, originalmente clasificados como aves, fueron referidos anteriormente a Ornithocheirus en el pasado, pero recientemente se los ha reconocido como distintos de Ornithocheirus. Cimoliornis puede estar emparentado cercanamente con los Azhdarchoidea, Cretornis es un azdárquido, y Palaeornis fue clasificado como londodectoide en 2009, pero Averianov (2012) lo colocó en Azhdarchoidea indeterminado. O. buenzeli (Bunzel 1871, frecuentemente atribuido de manera errónea a Ornithocheirus (y escrito erróneamente como O. bunzeli, Seeley 1881), citado en el pasado como evidencia de ornitoqueíridos del Cretácico Superior, ha sido reidentificado como un probable azdárquido.

## En la cultura popular
Un pterosaurio enorme identificado como Ornithocheirus fue representado en un episodio de la premiada serie de televisión de la BBC Walking with Dinosaurs. El episodio en realidad mostraba a un gran ornitoqueírido de la Formación Santana de Brasil, Tropeognathus mesembrinus, el cual por entonces se clasificaba en ese género.